# Placa comemorativă a lui Toma Ciorbă (Chișinău)
Placa comemorativă a lui Toma Ciorbă este un monument de for public din orașul Chișinău. Este amplasată pe bd. Ștefan cel Mare și Sfânt nr. 163, lângă complexul de clădiri ale spitalului de boli infecțioase fondat de medicul Toma Ciorbă, pe trotuarul aliniat bulevardului. Este instalată pe o stelă comemorativă cu detalii despre istoria spitalului, care a fost un monument de artă și istoric de importanță națională inclus în Registrul monumentelor Republicii Moldova ocrotite de stat cu nr. 323 (municipiul Chișinău),, până la excluderea acestuia în 2018. Conform Registrului monumentelor de for public, a fost înființată în 1965. Toma Ciorbă a locuit și a muncit aici în perioada anilor 1894-1935.